# Manifest van Praag
Het Manifest van Praag (Esperanto: Manifesto de Prago) is een verklaring van 7 principes van de wereldwijde Esperanto-beweging.
Het werd gepresenteerd aan de UNESCO tijdens het Esperanto-Wereldcongres op 27 juli 1996 in de Tsjechische hoofdstad Praag. De verklaring gaat over taalrechten, behoud van taaldiversiteit en taaleducatie. Het manifest is in meer dan zestig talen vertaald.